# Манастир Лабостин
Манастир Лабостин је древни српски православни манастир Херцеговачко-захумске митрополије. Остаци манастира су у близини места Дувно. 
Бронзани печат и кључ овог манастира чувају се у резиденцији митрополита херцеговачко-захумског Серафима Перовића у Мостару. 
Манастир је посвећен Ваведењу пресвете Богородице, како се помиње у Шематизму из 1890. године. Манастир је би смештен поред пута, који са југа Дувањског поља, од Кома-Либа водио на север у варошицу Дувно. Поред манастира било је и гробље на коме су Турци порушили крстове. 
У шематизму херцеговачко–захумске митрополије из 1890. године објављено је да је печат овог манастира нашао „прије 60 година (око 1830, прим. Ј.Б.) неки тежак Вујин Билановић на мјесту гдје је манастир постојао – орући онуда земљу. Он је печат предао некаквом пивском калуђеру Сочивици који се случајно тада код његове куће десио. Затим је од руке до руке ишао печат докле је ове (1890, прим Ј.Б.) године из куће Џонлиза у Мостару избављен и сада се налази, као што је поменуто, у мостарској митрополији… На мјесту гдје је печат нађен, нашао се у земљи 1880. године и један кључ – сигурно од цркве, који израдом такође показује старину, а начињен је од бронзе“. У истом извору помињу се да су манастир разорили Турци, а да су камен од кога је био грађен одвезли у оближње Дувно и од њега сазидали џамију. 
На простору где се налазио манастир у подножју Градине у Рашћанима, на рубу Јабуке ливаде, до данашњих дана сачувало се неколико скупина стећака, што потврђује да је око манастира било гробље. 
Највероватније време подизање манастира је 13. век. У то време широм Босне и Херцеговине подигнуто је доста православних манастира на просторима српских средњовековних земаља. Овај узлет православља повезан је са успоном српске немањићке државе. 